# هارلزدن
longitudeهارلزدنlatitudeهارلزدن
هارلزدن (به انگلیسی: Harlesden) یک ناحیه در لندن است که در منطقه برنت لندن واقع شده‌است.

## افراد مقیم مشهور
- هستینگز باندا
- پل مرسون
- لویی ترو